# Ida Gray
Ida Gray, född 1867, död 1953, var en amerikansk lärare. 
Hon blev 1890 den första afro-amerikanska kvinnliga tandläkaren i USA. 